# Mope
Mope è il quarto singolo estratto dall'album Hooray for Boobies dei Bloodhound Gang.

## Campionature
La canzone fa diverse campionature come Rock Me Amadeus di Falco, For Whom the Bell Tolls dei Metallica, Relax dei Frankie Goes to Hollywood, la colonna sonora di Pac-man, la frase di Homer Simpson "holy macaroni" de La paura fa novanta.

## Curiosità
Nel disco singolo vi è contenuto anche il remix dei Pet Shop Boys.